# Wied

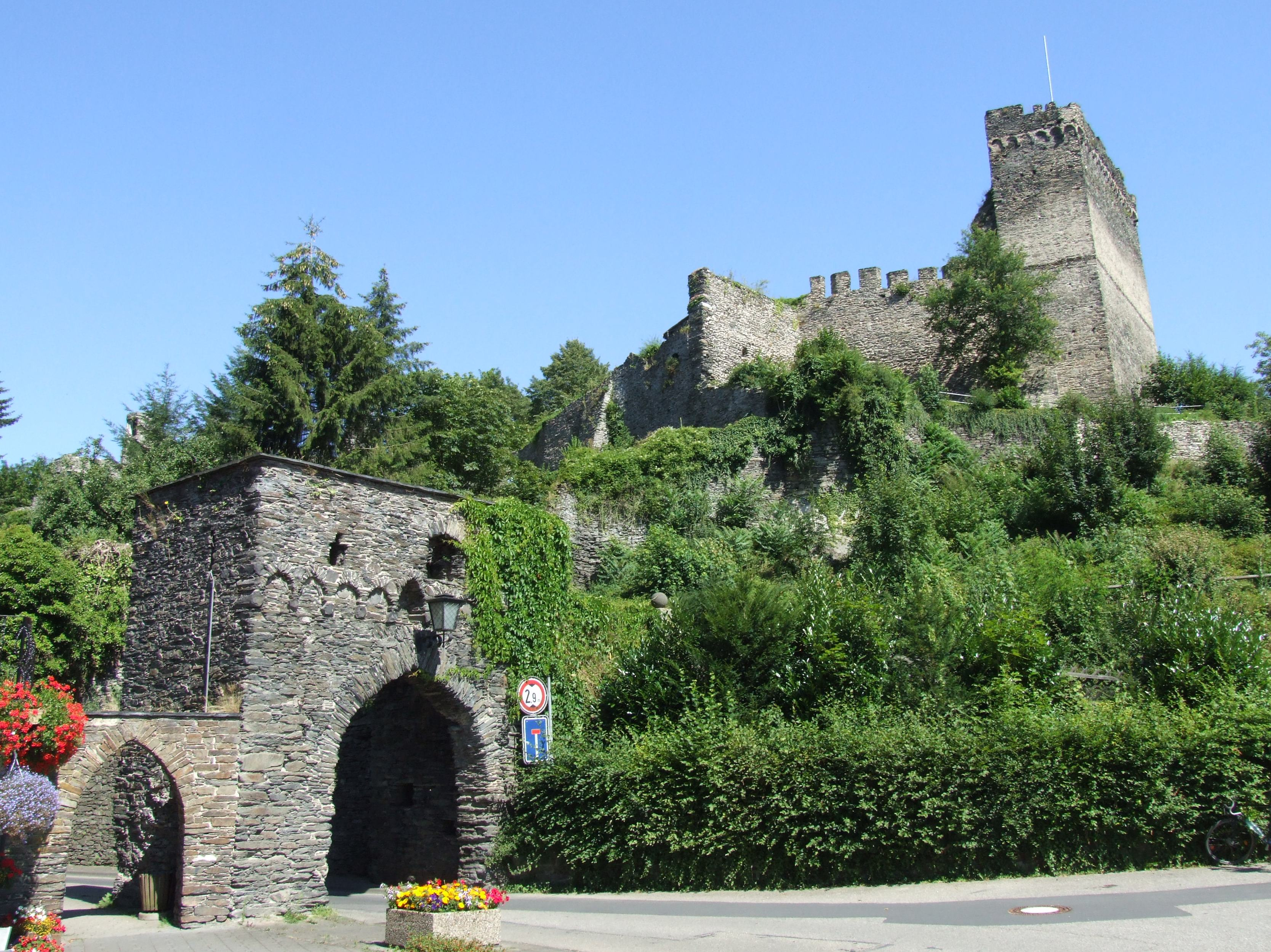
Castillo de Altweid (Burg Altwied).

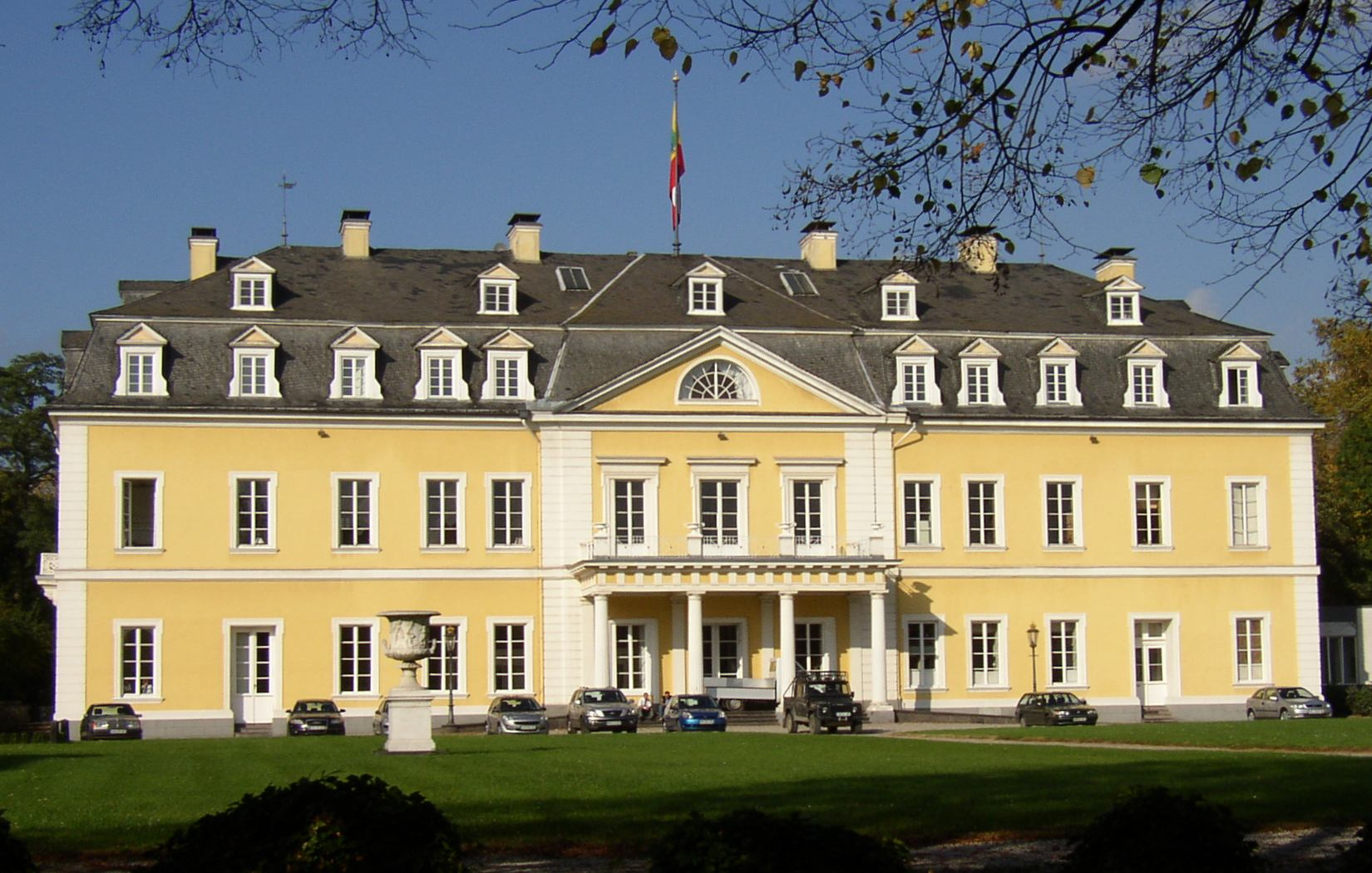
Palacio de Neuwied, residencia regia desde el (Schloss Neuwied).

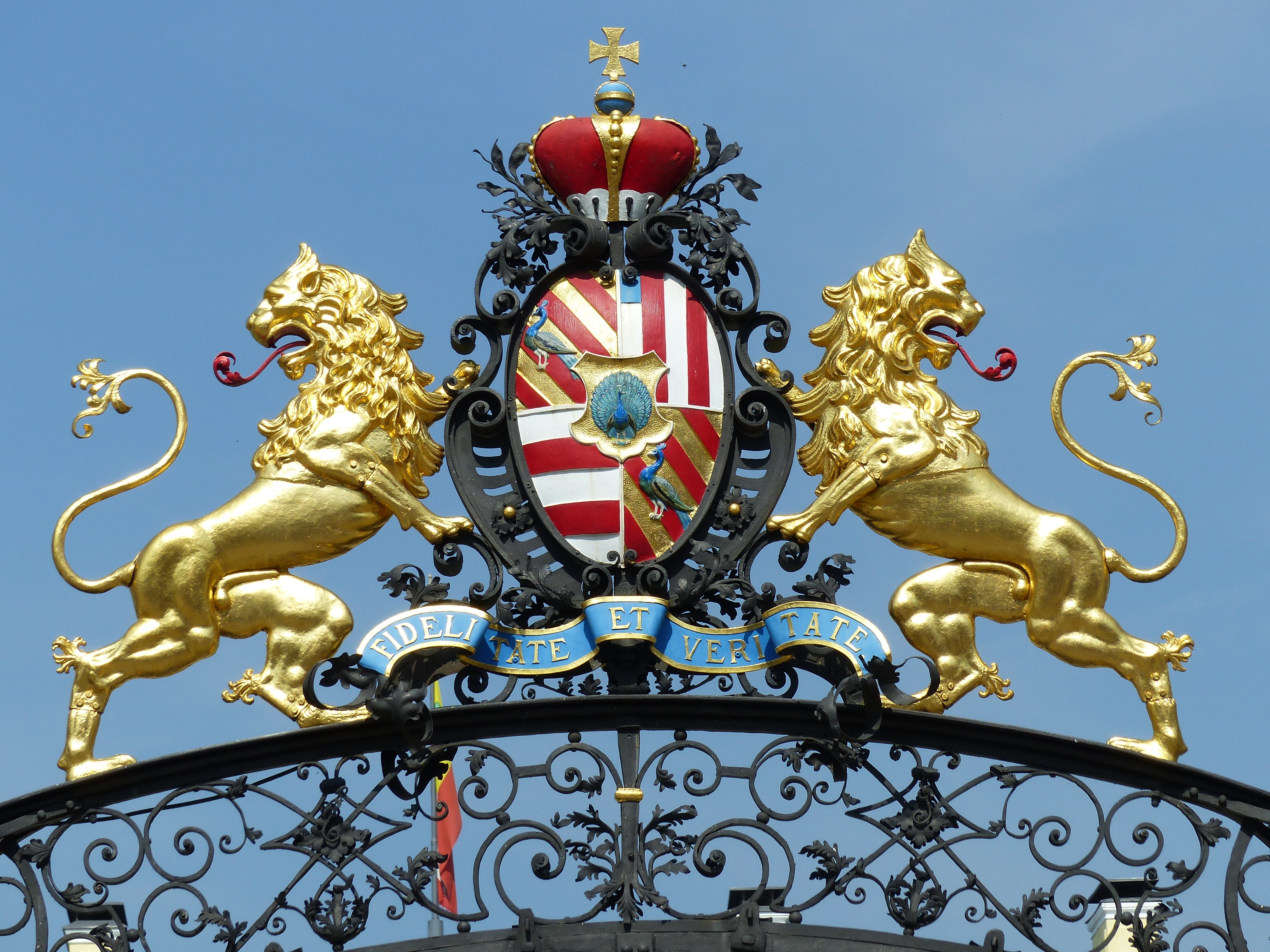
Escudo en la puerta del Palacio de Neuwied.

Escudo de Weid en 1784.

Escudo de Neuwied.

Wied fue un antiguo condado de origen medieval fundado en lo que hoy es el estado de Renania-Palatinado (Alemania), en torno a la confluencia del río Wied con el Rin. Surgió muy tempranamente dentro de los estados del Sacro Imperio Romano Germánico. Fundado en 1093, entre 1243 y 1462 se unió con el condado de Isenburg para formar el condado de Isenburg-Wied. Fue dividido dos veces: en 1631 dando origen a Wied-Dierdorf (Diedorf) y en 1698 dando origen a Wied-Neuwied (Neuwied) y Wied-Runkel (Runkel).

## Condes de Wied (c. 860-1243)
- Matfried I (c. 860- ?)
- Eberhard
- Matfried II
- Richwin I
- Richwin II
- Richwin III
- Richwin IV (1093-1112) con...
- Matfried III (1093-1129)
- Burchard (? -1152) con...
- Siegfried (1129-61) con...
- Teodorico (1158-89) con...
- Jorge, que en 1217-1218 dirigió a los cruzados alemanes de la Quinta Cruzada
- Lotario (? -1243)

A Isenburg-Wied (1243-1462)

## Condes de Wied (1462-1698)
- Federico I (1462-87)
- Guillermo III, conde de Mörs (1487-1526) con...
- Juan I (1487-1533)
- Felipe (1533-35)
- Juan II (1535-81)
- Herman I (1581-91) con...
- Guillermo IV (1581-1612) con...
- Herman II (1581-1631)
- Federico II (1631-98)

Dividido entre Wied-Neuwied y Wied-Runkel